# Marcolino Antônio Leite
Marcolino Antônio Leite foi um comerciante de grosso (atacadista e exportador) e político fluminense, do início do século XIX.

## Biografia
Nascido no Rio de Janeiro, foi um importante comerciante de grosso na primeira metade do século XIX, sendo considerado pela bibliografia como titular de uma das maiores fortunas individuais da época, avaliada em mais de 39 mil libras esterlinas, nos anos 1820. Viveu na região de Niterói, onde cidades como Porto das Caixas e Itaboraí tinham uma importância comercial inimaginável nos tempos de hoje. Casou-se com Francisca Maria de Jesus (Ubatuba, 1792 - Niterói, 19 de fevereiro de 1860), mais tarde a Viscondessa de Jequitinhonha, com quem teve cinco filhos: Angélica Maria de Jesus Leite, casada com Justino José Corrêa, Pedro José Leite, Antonio Marcolino Leite, Guilhermina Leite e José Marcolino Leite.
Era irmão do Padre Manoel Antônio Leite, igualmente político na cidade de Niterói.
Após sua morte, sua viúva casou-se em segundas núpcias com o também viúvo Francisco Gê Acaiaba de Montezuma, no Rio de Janeiro, em 4 de junho de 1842. Por decreto imperial de 2 de Dezembro de 1854, o novo casal foi agraciado com o título de viscondes de Jequitinhonha.

## Vida pública
Em 1821 foi um dos signatários da ata de juramento da Constituição Portuguesa.
Elegeu-se vereador, na cidade de Niterói, por várias legislaturas entre os anos de 1822 e 1830, tendo presidido a casa por duas vezes neste período. A primeira vez em 1826, pelo critério do vereador mais idoso, e a segunda vez pelo critério da maior votaçao.
Em 11 de janeiro de 1829, com 456 votos, foi eleito o mais votado dos sete primeiros vereadores que constituíram a primeira câmara de veradores da Vila Real da Praia Grande (Niterói), após a promulgação da Lei Orgânica dos Municípios Brasileiros, promulgada em 1 de Outubro de 1828 por D. Pedro I. A expressiva votação valeu-lhe a presidência da casa, que equivalia a acumulação dos cargos de prefeito da cidade e de chefe da câmara legislativa.
Em 1830 integrou o primeiro Conselho de Jurados da Praia Grande (Niterói), juntamente com outros homens de destaque da época.